# Fourth Dimension
Fourth Dimension je album finské power metalové skupiny Stratovarius. Je to první album s jejich novým zpěvákem Timem Kotipeltem a poslední s bubeníkem Tuomou Lassilem a klávesistou Anttim Ikonenem. Timo Tolkki byl na tomto albu pořád ještě pomocný zpěvák, než úplně přestal pro skupinu zpívat.

## Seznam skladeb
1. "Against the Wind" – 3:48
2. "Distant Skies" – 4:10
3. "Galaxies" – 5:00
4. "Winter" – 6:32
5. "Stratovarius" – 6:22
6. "Lord of the Wasteland" – 6:11
7. "030366" – 5:46
8. "Nightfall" – 5:09
9. "We Hold the Key" – 7:53
10. "Twilight Symphony" – 6:59
11. "Call of the Wilderness" – 1:30
12. "Dreamspace (Live)" – (bonusová skladba v Japonsku)

## Obsazení
- Timo Kotipelto – zpěv
- Timo Tolkki – kytara, pomocný zpěv
- Jari Kainulainen – basová kytara
- Antti Ikonen – klávesy
- Tuomo Lassila – bicí